# توميتو كرتون (مجلة)
توميتو كرتون (بالإنجليزية: Tomato Cartoon) مجلة أردنية شهرية ساخرة، تُعتبر المجلة الأولى من نوعها في العالم العربي المتخصصة في مجال الكاريكاتير. تُوزع مع جريدة الغد الأردنية ويرأس تحريرها رسام الكاريكاتير ناصر الجعفري، كما يشارك بها عدد من فنانيّ الكاريكاتير والكتاب الأردنيين والعرب والأجانب. صدر العدد الأول منها في عمّان في شهر كانون الأول/ ديسمبر 2016.

## وصلات خارجية
- الصفحة الرسمية على فيسبوك
- العدد الأول: كانون الأول/ ديسمبر 2016